# Motorola C385
El Motorola C385 es un teléfono móvil GSM fabricado por Motorola. Fue lanzado el primer trimestre de 2004. Estaba disponible en Cosmic Universe Blue y Shadow Anthracite.

## Características
- Fondo de pantalla, protector de pantalla y tonos de llamada descargables
- MMS y SMS
- WAP 2.0 y GPRS para acceso a Internet
- memoria interna de 1.8 MB
- CSTN - pantalla con 65.000 colores, 128 x 128 píxeles, 5 líneas
- agenda con 500 entradas
- GPRS (Clase 10 - 32-48 kbit/s)
- USB
- iTap